# 東京都立台東商業高等学校
東京都立台東商業高等学校（とうきょうとりつ たいとうしょうぎょうこうとうがっこう）は、かつて東京都台東区今戸にあった都立商業高等学校。後身は東京都立浅草高等学校。

## 沿革
- 1948年（昭和23年）4月1日 - 学制改革により、高等女学校の「東京都立浅草高等女学校」と、実業学校の「東京都立隅田女子商業学校」を統合し、新制の「東京都立台東高等学校」として開校。普通科、商業科、家政科を設置。台東区立山谷掘国民学校旧校舎を改修して使用する
- 1951年4月1日 - 定時制設置
- 1956年4月1日 - 商業科のみとなり、「東京都立台東商業高等学校」と改称
- 1972年 - 5階建体育館棟竣工
- 1987年 - 9階建校舎棟竣工
- 1989年（平成元年）[元号要検証] - 体育館棟竣工、創立四十周年・新校舎竣工記念式典挙行
- 1998年 - 創立50周年記念式典挙行
- 2006年4月1日 - 本校内に、都立2校目の単位制高校「東京都立浅草高等学校」（昼間と夜間の定時制課程）が開校（後継校）。上野・両国・墨田川・小松川・小岩から定時制課程を浅草高に統合する
- 2007年3月 - 本校全日制が閉課程（浅草高に統合）
- 2009年3月 - 定時制が閉課程し閉校（浅草高に統合）

### 前身校の沿革
東京都立浅草高等女学校
- 1910年（明治43年）4月1日 - 「柳北女子実技学校」（私立、浅草区向柳原）として創立
- 1917年（大正6年） - 東京市に移管「東京市立浅草家政女学校」と改称
- 1922年 - 「東京市立浅草実科高等女学校」と改称
  - 1926年 - 「東京市立蔵前商業女学校」を併設
- 1943年（昭和18年） - 都制移行に伴い、「東京都立浅草高等女学校」「都立蔵前商業女学校」とそれぞれ改称
  - 1945年 - 蔵前商業女学校を廃校

東京都立隅田女子商業学校
- 1922年（大正11年） - 「東京市立浅草実務女学校」創立
- 1935年（昭和10年） - 「東京市立浅草高等実践女学校」と改称
- 1943年 - 都制移行に伴い、「東京都立浅草高等実践女学校」と改称
- 1944年 - 「東京都立隅田女子商業学校」と改称

## アクセス
- 都バス「浅草七丁目」停留所 徒歩3分
- 東京メトロ銀座線・東武伊勢崎線浅草駅 徒歩12分
- 都営浅草線浅草駅 徒歩15分

## 著名な出身者
- 星ひとみ（タレント）
- 泉じゅん（女優）
- あきは@（漫画家）
- 橘皆無（漫画家）